# 슈쿠시 내친왕 (하나조노 천황의 5황녀)
슈쿠시 내친왕(일본어: 祝子内親王 しゅくし/のりこないしんのう[*], 생몰년 미상)은 가마쿠라 시대 후기부터 난보쿠초 시대에 걸쳐 살은 황족이자 가인이다.

## 생애
하나조노 천황의 5황녀로, 어머니는 종3위 하무로 요리토모의 딸 요리코 (레이제이노츠보네)이다. 조와 2년 (1346년) 2월 20일에 내친왕이 되지만, 그 후의 그녀의 생애에 대해서는 알려지지 않았다. 아버지나 이복언니인 기시 내친왕와 마찬가지로 쿄고쿠파의 가인으로 활약하여 『후가와카슈(風雅和歌集)』가 10수 들어가 있다.
『하나조노 천황 신기(花園天皇宸記)』에는 겐코 3년 (1323년) 8월 28일에 "여왕"이 하카마기를 했다는 기사가 보이는데, 이 여왕을 슈쿠시와 동일 인물로 하면, 쇼와 4년 (1315년) 출생으로, 고후시미 천황의 생모 이츠츠지 츠네코에게 양육되어, 겐코 4년 (1324년)에 츠네코가 사망하자, 10세의 나이로 출가한 것이다.